# Кызылкала (городище, Кызылординская область)
Кызылкала — средневековое городище, в 17 км от ст. Байгекум, Шиелииского района Кызылординской области. В начале 20 века исследована И. А. Кастанъе, который в статье «Мертвые города» приводит сведения о Кызылкала. В городище сохранились месторасположения различных зданий, построенных из жженого кирпича и глины.